# Corry (Schotland)
Corry (Schots-Gaelisch: An Coire) is een dorp in de Schotse lieutenancy Ross and Cromarty in het raadsgebied Highland in de buurt van Broadford op het eiland Skye.